# ダイアナ・セラ・キャリー
ダイアナ・セラ・キャリー（英語: Diana Serra Cary, 1918年10月29日 - 2020年2月24日）は、ベイビー・ペギーとしても知られるアメリカ合衆国で無声映画時代に人気を博した子役。出生時の名前はペギー=ジーン・モンゴメリーで、映画女優のほかヴォードヴィリアンや作家、無声映画史研究家としても活躍した。
ベイビー・ペギーは、ジャッキー・クーガンやベイビー・マリーと共に、ハリウッドの無声映画時代における3人の主要な米国子役スターの1人だった。1921年から1923年にかけて、彼女はセンチュリー・フィルム・コーポレーションで150本以上の短編映画に出演した。1922年に120万通を超えるファンレターを受け取り、1924年までに年収150万ドル（2018年換算で2200万ドル、約24億円相当）で「百万ドルの赤ちゃん(The Million Dollar Baby)」との異名が付けられた。幼少期の名声や富にも関わらず、彼女は（親の無駄遣いなどにより）自分にお金がないと分かっており、1930年代までエキストラとして働いた。
青年期以降は執筆と歴史の両方に興味を持つようになり、後年にはダイアナ・セラ・キャリーという名前で次なる作家や無声映画史研究家としての職種を見出した。彼女は自伝的小説『The Drowning of the Moon』ほか幾冊かの著者であり、また子役権利の擁護提唱者でもあった。

## 生い立ち
1918年10月29日、キャリーは母マリアン（旧姓バクスター）と父ジャック・モンゴメリーの間にできた二女ペギー=ジーン・モンゴメリーとして、カリフォルニア州サンディエゴで生まれた。一部の資料は彼女の出生名をマーガレットと誤表記しているが、キャリー自身が自叙伝の中で、実際自分はペギー＝ジーンとして生まれたと述べている。実名をジャック=ルイーズ(1916-2005)という彼女の姉は、ルイーズとか時折ジャッキーと呼ばれていた。

## 経歴

### 役者
ベイビー・ペギーは生後19カ月の時、母や映画エキストラの友人と共にハリウッドにあるセンチュリー・スタジオを訪れた時に見いだされた。かつてカウボーイだった父親ジャックはスタントマンとして働き、多くのカウボーイ映画でトム・ミックスのスタント役として身体を張っていた。ペギーの行儀の良い振る舞いや父親の指示に従う意向に感銘を受けたフレッド・フィッシュバック監督は、彼女を登用してセンチュリーの人気役者犬 (Brownie the Wonder Dog) と共に一連の短編映画に出演させた。1921年の最初の映画『Playmates 』は好評を博し、ペギーはセンチュリーと長期契約を結んだ。

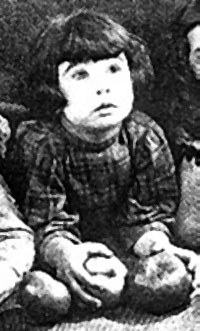
『名家の秘密』出演時のベイビー・ペギー

1921年から1924年にかけて、ペギーはセンチュリーで150本近い短編コメディ映画に出演した。多くの場合、彼女の映画は長編映画のパロディーで、社会問題を茶化したり、当時の人気者たちに成りすますものが多かった。そのひとつ『Peg O' The Movies』で彼女はルドルフ・バレンチノとポーラ・ネグリの両名を皮肉った。彼女はまた『ヘンゼルとグレーテル』『ジャックと豆の木』といった小説や童話の映画化、当時の喜劇作品、そして幾つかの長編映画にも出演した。
1923年、ペギーはユニバーサル・スタジオで働き始め、長編ドラマ映画に出演した。この時代の彼女の作品には、キング・バゴット監督による『紐育の寵児』や『淋しき灯台守』などがある。スターという彼女の地位に即して、ペギー主演のユニバーサル映画は同スタジオで最も権威ある高額な区分の「ユニバーサル・ジュエル」として制作および市場流通された。この間、彼女は『叔父さん征伐』にも出演し、クララ・ボウに対抗した。
ベイビー・ペギー映画の成功は彼女を一躍有名にした。 撮影がない時、彼女は自分の映画を宣伝するため本人が登場して「ふれあえる」大規模な全米をめぐるツアーを始めた。また彼女はロサンゼルスやニューヨークにある主要な舞台での寸劇にも出演した。彼女の肖像画は雑誌の表紙に掲載され、様々な商業広告や慈善活動に使用された。彼女はまたニューヨーク市における1924年の民主党大会の公式マスコットに指名され、フランクリン・ルーズベルトの隣でアメリカの国旗を振って舞台上にいた。

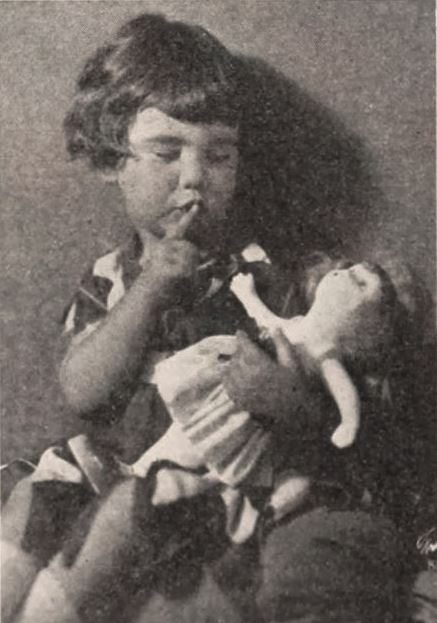
ベイビー・ペギー人形を抱いたベイビー・ペギー。1922年6月

5歳までに、彼女は自分の容姿を模した人形、楽譜、宝石、果ては牛乳まで、様々なお墨付き商品（ペギーの人気にあやかった商品）の独自ラインナップを持っていた。
子供の頃、フランシス・ガム（後のジュディ・ガーランド）は少なくとも1体のベイビー・ペギー人形を持っていた。キャリーは後にガーランドと仲良くなり、ガーランドの母親はベイビー・ペギーの成功に基づいて我が子の名声を追求していたように思える、と彼女は自叙伝に記している。

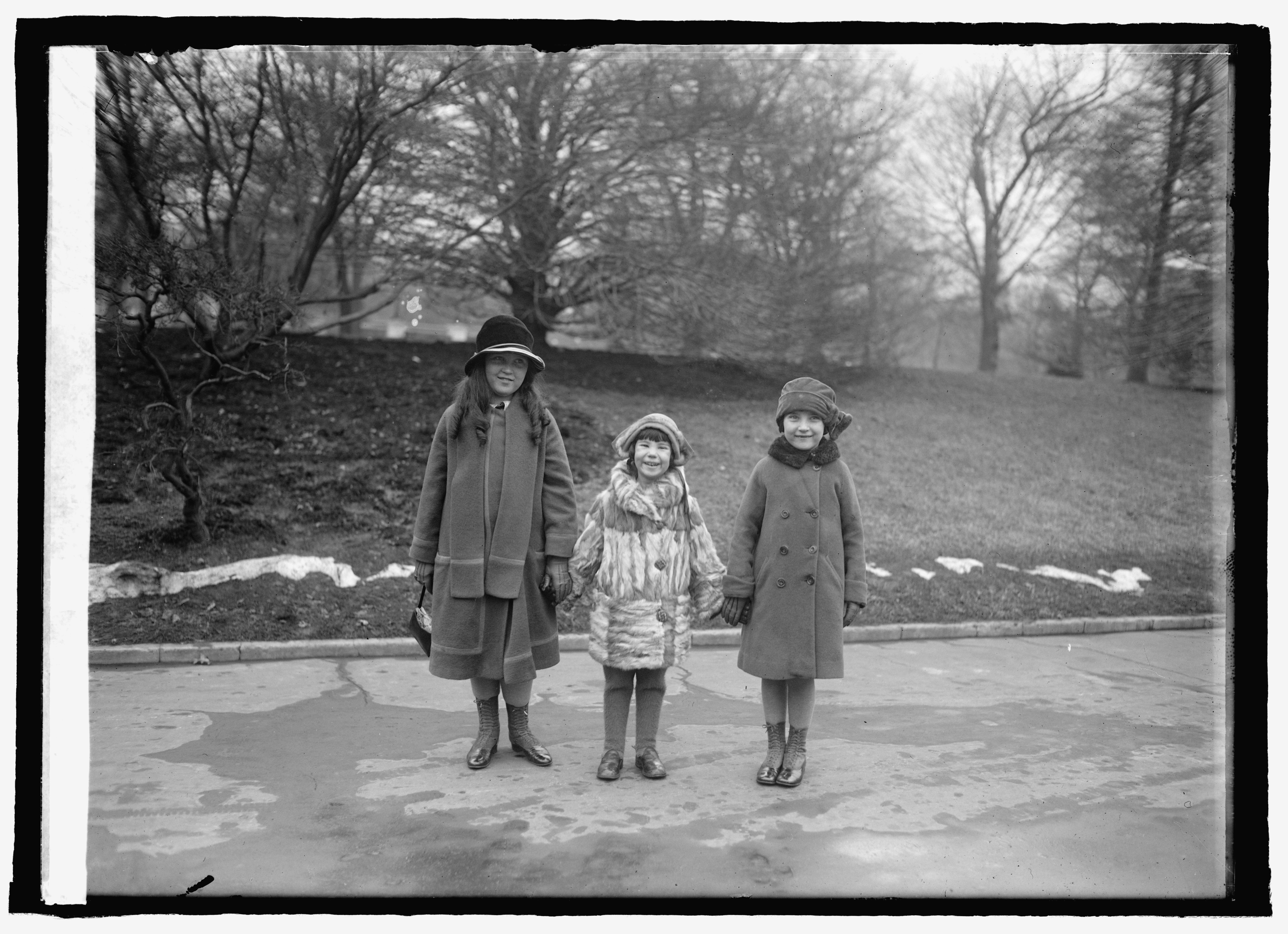
フランシスほか友人と一緒にいるベイビー・ペギー。1925年2月2日、ペギーはホワイトハウスでクーリッジ大統領と会談した。

センチュリーやユニバーサルと契約している間、ペギーは相当な額の給与を受け取っていた。1923年までに、彼女はユニバーサルで年間150万ドルの契約を結んだ。ボードヴィルのツアーでは1日あたり300ドルを稼いだ。彼女の両親が収支の全てを扱っており、お金は高価な車、住居、衣装に費やされた。ペギーや姉の福利および教育のために蓄えられたものは一切無かったという。ペギー自身には、全てのボードビル公演に対して5セント硬貨1枚が支払われた。父親の無謀な浪費と腐敗した同族経営がたたって、思春期を迎える前に彼女の財産は全て喪失してしまった。1938年に仲間の人気子役ジャッキー・クーガンが自分の両親を訴えたとき、ペギーの両親は彼女に同じことをやるつもりなのかを尋ねた。裁判沙汰は無益なものになるだろうと考えて、ペギーは法的措置を求めなかった。クーガンの訴訟やベイビー・ペギーのような事案が、最終的には子役の収入を保護するためののクーガン法を生む契機となった。

### 労働条件
後のインタビューや彼女の自叙伝で述べられているように、ペギーの労働条件は過酷だった。幼少期に彼女は1日8時間、週6日働いていた。通常だと彼女は自分のスタントを行うことも要求され、気絶するまで海に潜ったり(Sea Shore Shapes)、燃えさかる部屋から1人で脱出したり (The Darling of New York)、鉄道車両の下に乗る (Miles of Smiles)こともあった。彼女はまたセンチュリー在籍時に幾つかの動物虐待例を目撃しており、トレーナーが象に押しつぶされて死んでしまう場面も見た。
ペギーと姉ルイーズ二人の学校教育はせいぜい散発的だった。ボードヴィル時代の終わりまで二人とも学校に通っておらず、中等教育に関してはロウラー（Lawlor）専門学校で授業料を支払うために彼女たちは働き、同校が柔軟なスケジュールを組んでくれたことで映画の仕事を続けることができた。
ベイビー・ペギーの職歴は彼女の父親によって管理されており、父親が毎日スタジオに彼女を連れて行き、彼女の契約に関する全決定を下していた。父モンゴメリーは、ペギーの成功が彼女自身の才能によるものではなく、命令に疑いを持たず従う能力に基づくものだと主張することもしばしばだった。

### 映画との離別、舞台でのキャリア
ベイビー・ペギーの映画職歴は、父親が彼女の給与を巡ってプロデューサーのソル・レッサーと仲違いして契約解除になった1925年に突如終了した。彼女は、父親とスタジオ責任者との行動が理由で、自分自身が事実上のブラックリストに入ってしまったことに気付いた。そして1926年には、無声映画『April Fool』の端役でもう1作出演するのが精一杯だった。
1925年から1929年にかけて、ペギーはボードヴィルの演者として成功を収めた。寸劇、歌唱、劇的な一人芝居がある彼女のいつもの手法には、懐疑論が当初出たものの、ほどなく人気の高い尊敬される演技となっていった。若い頃から「パレスで演じる」ことは禁じられていたが、特別ゲストとして舞台に上った。ペギーと彼女の家族は、一家がツアーに飽きるまで、米国とカナダをめぐって主要な会場でツアー公演した。
ボードヴィル巡業時、ペギーはたびたび扁桃炎やその他疾患に罹ったが、それでも彼女は働き続けた。その様子を彼女は『What Ever Happened to Baby Peggy?（直訳:ベイビー・ペギーにこれまで何が起こったのか？）』に書いている。母親はペギーの健康状態を気にしており、ツアーの乱雑な生活をやめるもう1つの理由となった。
ペギーの両親は彼女が映画界から追放された後も過度な出費を続け、彼女が作った200万ドルの大半を不必要に豪勢に浪費した。ペギーの父親は大牧場を購入してそれを高級な保養地に変えようと計画したが、1929年の株価大暴落でこの計画は即中止となった。モンゴメリーはビバリーヒルズの家を売却せざるを得なくなり、土地と既存資産で75,000ドルの預金を作ってワイオミング州の農村部に移り住んだ。 ペギーは出演ペースの変化が元気を回復させていることに気付き、自分のステージ日程が終わることを望んだ。しかし、一家は生計を立てるのに苦労し、1930年代初頭にハリウッドへと戻る死に物狂いの努力は、ティーン時期のペギーにとって悔しいことだらけだった。2012年のインタビューで彼女が語ったことでは、自分には1日3ドルが支払われ、他のエキストラの多くは自分が一緒に育った他の無声映画のスター俳優たちであり、総じて彼らはその仕事を「ガレー船奴隷」のようだと考えていた。
ペギーはダグラス・フェアバンクスと宣材写真を撮り、新しいマネージャーと契約した。再起への希望は、一度も受けたことがない撮影審査の悪いデマによって大部分が打ち砕かれた。一家は映画救済基金 (Motion Picture Relief Fund) からの食料配給券の利用が頼みの綱となった。ロサンゼルスの教育委員会がペギーは学校に通う必要があると主張し、最初は子役向けの柔軟な時間割りがあるラウラー（Lawlor）専門学校に在籍、そこではミッキー・ルーニーやジュディ・ガーランドと同級生だった。後に一家全員が別の仕事を余儀なくされた期間中はフェアファックス高校に通った。彼女は映画の仕事に嫌気がさし、1938年に『処女読本（Having Wonderful Time）』に出演した直後に引退した。 
1940年の春、ペギーのキャリアは非常に低くなってしまい、報道記者ウォルター・ウィンチェルは自身のコラム記事「On Broadway」で、ペギーとその夫ゴードン・エアーズが現在はニューヨークの小さな家具付きの部屋で暮らしていてドーナツばかりを食べていることや、ペギーが映画の仕事を探している間にゴードン・エアーズがバーテンダーとして働いていることを報告した。

## 俳優業引退後

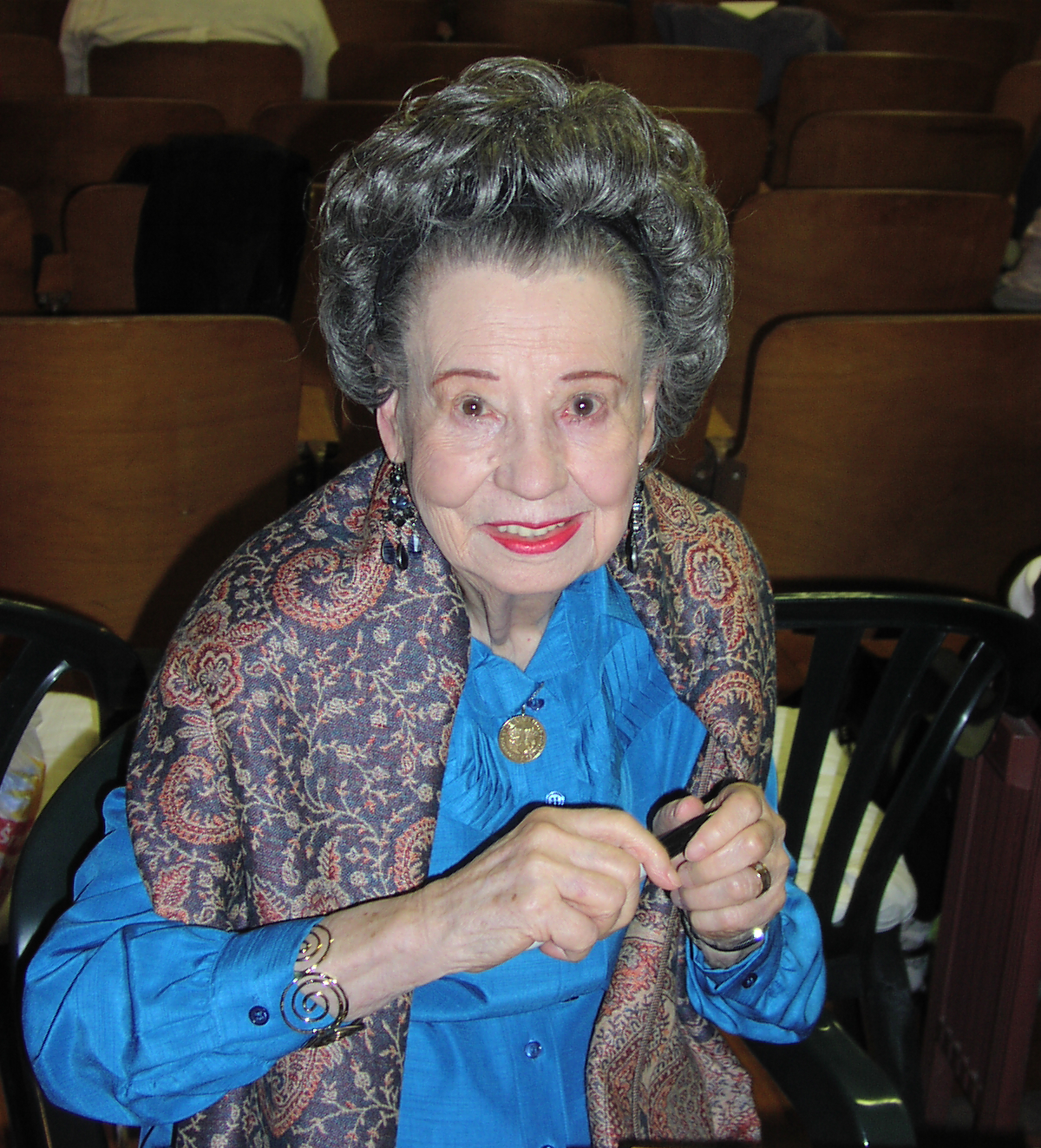
ダイアナ・セラ・キャリー、2012年撮影。

1938年にペギーはゴードン・エアーズと結婚し、その数年後ベイビー・ペギーのイメージから距離を置くためダイアナ・エアーズという名前を採用した。当時ラジオ番組作家として働いていた彼女は、自分の素性を理解した人達が自分の作家能力よりも語り手ベイビー・ペギーに興味を持っていることに気付いた。後に彼女はダイアナ・セラ・キャリーへと改名し「（ゴードン・エアーズとの）離婚後にカトリック教徒になった時、私は堅信名としてセラを採用しました。ボブ（2番目の夫）と結婚したとき、キャリー夫人になりました」と説明している。
役者を終えると、彼女は電話交換手、本屋の店員、土産店のマネージャーとして働き、フリーランスの作家業へと飛び込んだ。
長年にわたる感情的葛藤およびハリウッド関係者やメディアからのあからさまな嘲笑があった後、キャリーは最終的にはベイビー・ペギーという過去と共に平和を築いた。彼女はハリウッドを題材とした出版業、歴史家、作家としての職業で成功を収め、中でも子役スターとしての彼女の自叙伝『What Ever Happened to Baby Peggy:The Autobiography of Hollywood's Pioneer Child Star』や自分と同期だったライバル子役クーガンの伝記『Jackie Coogan: The World's Boy King: A Biography of Hollywood's Legendary Child Star』を書いて成功した。
キャリーは成人すると、ハリウッドの荒っぽい業界人やハリウッド人気子役たちの過酷な労働条件といった、初期の映画産業に関する数多くの著書に取り組んだ。自叙伝の最後で、彼女はジュディ・ガーランドやシャーリー・テンプルを含む多くの人気子役たちの末路を列挙している。また彼女は「A Minor Consideration」という組織の一員として子役保護法(child performer protection laws)の改革を提唱した。
キャリーは自分の作品に関する数多くのTVドキュメンタリーやインタビューに出演し、無声映画祭にゲスト出演した。 99歳の時、キャリーは自身初となる小説『The Drowning of the Moon』を自費出版した。

## 私生活と死去
17歳の時、映画業界や両親の人生設計から逃れようとキャリーは家出して姉ルイーズとアパートを借りた。1938年、彼女は『噫（ああ）初恋（Ah, Wilderness!）』の撮影セットで出会った俳優ゴードン・エアーズと結婚したが、二人は1948年に離婚した。1954年、彼女は芸術家のロバート・ボブ・キャリーと結婚した。彼らは一人息子マークを授かった。2001年に夫キャリーが亡くなるまで二人は伴侶だった。彼女はモデスト近郊のガスティンに長年住んでいた。2020年2月24日、キャリーはガスティンの自宅で死去、享年は101歳だった。

## 栄誉
90歳の誕生日から10日後の2008年11月8日、キャリーはナイルズ (カリフォルニア州)のエジソン劇場で、主演の長編映画『叔父さん征伐』『淋しき灯台守』2作の上映と共に表彰された。
ダイアナ・セラ・キャリーの手形とサインは、イーストハリウッドにあるビスタ劇場の屋外セメントに保管されている。1923年の開業時に、同映画館で初めて上映されたのがベイビー・ペギーの映画『Tips』だった。 
2012年以降、クラウドファンディングを通じてキャリーにハリウッド・ウォーク・オブ・フェームで星を取らせようとするキャンペーンが行われているが、2020年時点でまだ成功していない。2012年12月3日、ターナー・クラシック・ムービーズは2011年のドキュメンタリー『Baby Peggy: The Elephant in the Room』を初めて放映し、以後さまざまな機会で再放送をしており、例えば2015年10月25日にはキャリー97歳の誕生日を記念して米議会図書館による復元版『名家の秘密』の初放映をしている。 

## 映画

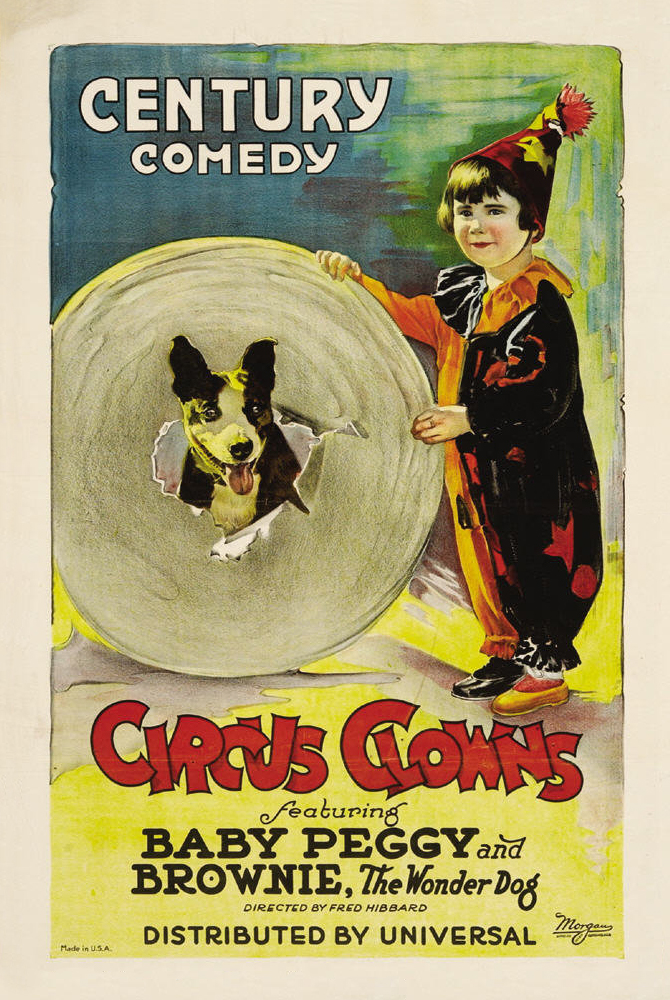
フレッド・フィッシュバック監督による『Circus Clowns』のポスター（1922年）

キャリーことベイビー・ペギー主演映画の大半は現存しておらず、その制作に関する記録も失われた状態である。1926年に（彼女が在籍していた）センチュリー・スタジオは全焼してしまった。そのうえ、ペギー・モンゴメリー(1904-1989)という別人の女優がいて1924-29年にハリウッドの西部劇映画で活躍しており、彼女のクレジットがベイビー・ペギーのものと混同されている場合がある。これらの要因のため、大手ウェブサイトにある彼女の映画出演歴が不完全だったり時には不正確だったりもする。
『Playmates』『Miles of Smiles』『Sweetie』を含む数少ないベイビー・ペギーの短編映画が発見されては、ニューヨーク近代美術館ほか世界中の映画アーカイブに保存されている。『名家の秘密』『淋しき灯台守』『叔父さん征伐』を含む長編映画も現存していて現在はパブリックドメインになっており、複数の独立系映画取扱業者によって再販売され、入手可能である。このほか『離婚禁制』『紐育の寵児』『赤ずきん』など幾つかの作品の断片が世に出てきては復活を遂げている。
2016年、日本の活動弁士片岡一郎は、失われていた彼女の映画『ペギイのお手柄(Our Pet)』を発見した。

## フィルモグラフィ

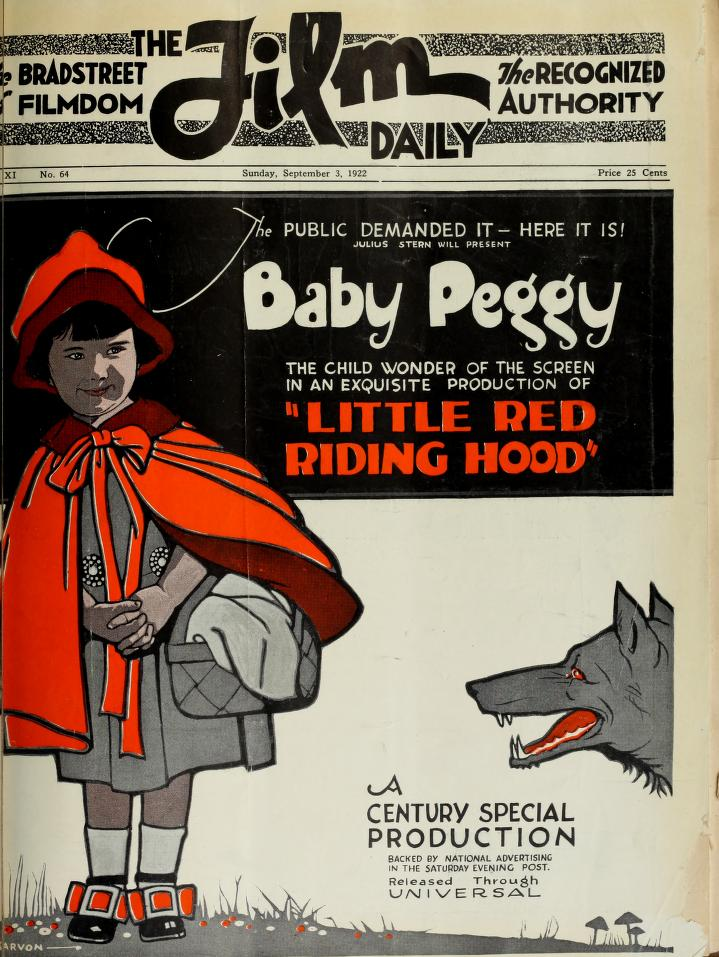
フィルム・デイリー紙の表紙。1922年9月3日

以下の表はニューヨーク近代美術館の調査によるもの。
| 年   | タイトル                 | 役名                     | 補足                     |
| ---- | ------------------------ | ------------------------ | ------------------------ |
| 1921 | Her Circus Man           |                          |                          |
| 1921 | On with the Show         |                          |                          |
| 1921 | The Kid's Pal            |                          |                          |
| 1921 | Playmates                |                          | ペギー・モンゴメリー名義 |
| 1921 | On Account               |                          |                          |
| 1921 | Pals                     |                          |                          |
| 1921 | Third Class Male         |                          |                          |
| 1921 | The Clean Up             |                          |                          |
| 1921 | Golfing                  |                          |                          |
| 1921 | Brownie's Little Venus   |                          |                          |
| 1921 | A Week Off               |                          |                          |
| 1921 | Brownie's Baby Doll      |                          |                          |
| 1921 | Sea Shore Shapes         |                          |                          |
| 1921 | A Muddy Bride            |                          |                          |
| 1921 | Teddy's Goat             |                          |                          |
| 1921 | Get-Rich-Quick Peggy     |                          |                          |
| 1921 | Chums                    |                          |                          |
| 1922 | The Straphanger          |                          | 確証的ではない           |
| 1922 | Circus Clowns            |                          |                          |
| 1922 | The Little Rascal        |                          |                          |
| 1922 | Fools First              | 少女                     |                          |
| 1922 | 赤ずきん                 | 赤ずきん                 |                          |
| 1923 | Peg o' the Movies        | ペグ                     |                          |
| 1923 | Sweetie                  |                          |                          |
| 1923 | The Kid Reporter         | ペギー                   |                          |
| 1923 | Taking Orders            |                          |                          |
| 1923 | Nobody's Darling         |                          |                          |
| 1923 | Tips                     |                          |                          |
| 1923 | Little Miss Hollywood    | リトル・ミス・ハリウッド |                          |
| 1923 | Miles of Smiles          | 双子（一人二役）         |                          |
| 1924 | ペギイのお手柄 (Our Pet) |                          | 日本で発見された         |
| 1924 | The Flower Girl          |                          |                          |
| 1924 | Stepping Some            |                          |                          |
| 1924 | Poor Kid                 |                          |                          |
| 1923 | ヘンゼルとグレーテル     |                          |                          |
| 1924 | ジャックと豆の木         |                          |                          |
| 1924 | Such Is Life             |                          |                          |
| 1924 | Peg o' the Mounties      |                          |                          |

| 年   | タイトル                             | 役名                         | 補足                                                                          |
| ---- | ------------------------------------ | ---------------------------- | ----------------------------------------------------------------------------- |
| 1921 | 愚か者の楽園                         | 子供                         | クレジット無し                                                                |
| 1922 | Little Miss Mischief                 |                              |                                                                               |
| 1922 | Penrod                               | ベイビー・レンズデール       | ペギー・ジエーン(Peggy Jane)名義                                              |
| 1922 | Peggy, Behave!                       | ペギー                       |                                                                               |
| 1923 | Hollywood                            | 本人役 （カメオ出演）        | フィルムは現存してない                                                        |
| 1923 | Carmen Jr.                           |                              |                                                                               |
| 1923 | 紐育の寵児 (The Darling of New York) | Santussa                     | ベイビー・ペギー・モンゴメリー名義                                            |
| 1924 | 離婚禁制 (The Law Forbids)           | ペギー                       |                                                                               |
| 1924 | 淋しき灯台守 (Captain January)       | Captain January              |                                                                               |
| 1924 | 名家の秘密 (The Family Secret)       | ペギー・ホルムズ             |                                                                               |
| 1924 | 叔父さん征伐 (Helen's Babies)        | Toodie                       |                                                                               |
| 1926 | April Fool                           | イルマ・グッドマン           |                                                                               |
| 1926 | The Dangerous Dub                    | ローズ・クーパー             |                                                                               |
| 1926 | 嵐の虜                               | ジョアン・ル・グラン         |                                                                               |
| 1932 | Off His Base                         | ペギー                       | ペギー・モンゴメリー名義                                                      |
| 1934 | Eight Girls in a Boat                | ホーテンス                   | ペギー・モンゴメリー名義                                                      |
| 1934 | The Return of Chandu                 | ジュディ・アレン、パーティ客 | クレジット無し                                                                |
| 1935 | 噫（ああ）初恋 (Ah, Wilderness!)     | 卒業式での女学生             | クレジット無し                                                                |
| 1936 | Girls' Dormitory                     | 女学生                       | ペギー・モンゴメリー名義                                                      |
| 1937 | 海の魂                               | 端役                         | クレジット無し                                                                |
| 1937 | 真実の告白 (True Confession)         | サイン蒐集家                 | クレジット無し キャロル・ロンバード、フレッド・マクマレイ主演                 |
| 1938 | 処女読本 (Having Wonderful Time)     | エキストラ                   | クレジット無し ジンジャー・ロジャース、ダグラス・フェアバンクス・ジュニア主演 |

## 著作物
- Baby Peggy's Own Story Book, Diana Serra Cary, Frederick A. Stokes, 1924
- What Ever Happened to Baby Peggy: The Autobiography of Hollywood's Pioneer Child Star, Diana Serra Cary, St. Martins Press, 1996, (ISBN 0-312-14760-0)
- The Hollywood Posse: The Story of a Gallant Band of Horsemen Who Made Movie History, Diana Serra Cary, University of Oklahoma Press, 1996, (ISBN 0-8061-2835-6)
- Hollywood's Children: An Inside Account of the Child Star Era, Diana Serra Cary, Southern Methodist University Press, 1997, (ISBN 0-87074-424-0)
- Jackie Coogan: The World's Boy King: A Biography of Hollywood's Legendary Child Star, Diana Serra Cary, Scarecrow Press, 2003, (ISBN 0-8108-4650-0)